# 2015年棒球

## 賽事分類

### 職業棒球
- 2015年美國職棒大聯盟球季
- 2015年美國職棒小聯盟
- 2015年日本職棒
- 2015年韓國職棒
- 2015年中華職棒

### 國際錦標賽
- 7月24日－8月2日：第三屆12U世界盃棒球賽於台南舉行。
- 11月8日－11月21日：第一屆世界棒球12強賽。

## 外部連結
- 2015年棒球在台灣棒球維基館上的頁面（繁體中文）